# Айршир
Айршир (Эршир, Айр, англ. Ayrshire) — историческое графство (существовало до 1975 года) на юго-западе Шотландии в Великобритании, на берегу залива Ферт-оф-Клайд Ирландского моря, образующем в графстве шесть гаваней. Граничит с графством Ренфрушир на севере, графствами Ланаркшир и Дамфрисшир на востоке, графствами Керкубришир и Уигтауншир на юге. В прошлом — сельскохозяйственный район с хорошо обработанной холмистой почвой и значительным скотоводством (сыр и масло). В конце XVIII века в Айршире путём длительной селекции местного скота выведена айрширская порода коров. Залежи каменного угля, железной руды, медных и оловянных руд, была развита добыча железа, угля, меди и олова. Была развита чёрная металлургия, хлопчатобумажная и шерстяная промышленности, машиностроение. Главный город — Эр при заливе Ферт-оф-Клайд. Включает города Килмарнок и Эрвин. В 1996 году разделено на округа Саут-Эршир, Ист-Эршир и Норт-Эршир, который включает остров Арран и несколько других небольших островов, относившихся к графству Бьют.
Графство разделяется на три части: Каррик (к югу от реки Дун), Кайл (между реками Дун и Эрвин) и Каннингем (к северу от реки Эрвин).